# Comuna Vinderei, Vaslui
Vinderei este o comună în județul Vaslui, Moldova, România, formată din satele Brădești, Docani, Docăneasa, Gara Docăneasa, Gara Tălășman, Obârșeni, Valea Lungă și Vinderei (reședința).

## Demografie
Componența etnică a comunei Vinderei
     Români (95,09%)
     Alte etnii (0%)
     Necunoscută (4,91%)
Componența confesională a comunei Vinderei
     Ortodocși (94,98%)
     Alte religii (0,08%)
     Necunoscută (4,94%)
Conform recensământului efectuat în 2021, populația comunei Vinderei se ridică la 3.706 locuitori, în scădere față de recensământul anterior din 2011, când fuseseră înregistrați 4.025 de locuitori. Majoritatea locuitorilor sunt români (95,09%), iar pentru 4,91% nu se cunoaște apartenența etnică. Din punct de vedere confesional, majoritatea locuitorilor sunt ortodocși (94,98%), iar pentru 4,94% nu se cunoaște apartenența confesională.

## Politică și administrație
Comuna Vinderei este administrată de un primar și un consiliu local compus din 13 consilieri. Primarul, Ionel-Ionuț Ghiur[*], de la Partidul Social Democrat, este în funcție din 2016. Începând cu alegerile locale din 2024, consiliul local are următoarea componență pe partide politice:
|  | Partid                    | Consilieri | Componența Consiliului | Componența Consiliului | Componența Consiliului | Componența Consiliului | Componența Consiliului | Componența Consiliului | Componența Consiliului | Componența Consiliului | Componența Consiliului | Componența Consiliului | Componența Consiliului |
|  | ------------------------- | ---------- | ---------------------- | ---------------------- | ---------------------- | ---------------------- | ---------------------- | ---------------------- | ---------------------- | ---------------------- | ---------------------- | ---------------------- | ---------------------- |
|  | Partidul Social Democrat  | 11         |                        |                        |                        |                        |                        |                        |                        |                        |                        |                        |                        |
|  | Partidul Național Liberal | 1          |                        |                        |                        |                        |                        |                        |                        |                        |                        |                        |                        |
|  | Partidul S.O.S. România   | 1          |                        |                        |                        |                        |                        |                        |                        |                        |                        |                        |                        |